# Еми Итеранта
Еми Итеранта (на фински: Emmi Itäranta) е финландска сценаристка, драматург и писателка (авторка на бестселъри в жанра фентъзи).

## Биография и творчество
Еми Елина Итеранта е родена през 1976 г. в Тампере, Финландия. Получава магистърска степен по театрология от Университета в Тампере. След дипломирането си работи като драматург в телевизия Yle TV2. Пише и като театрален критик, драматизира кратките разкази на Нийл Геймън в пиеси, пише като PR специалист и др.
Получава магистърска степен по творческо писане от Университета в Кент. Там започва да пише своя дебютен роман, вдъхновена от атмосферата на Прага, Венеция и Дубровник. По-късно завършва ръкописа на финландски и английски език. Ръкописът ѝ печели през 2011 г. литературния конкурс за научна фантастика и фентъзи, организиран от финландското списание Teos. Дистопичният фентъзи роман „Книгата на чаения майстор“ е публикуван на фински през 2012 г.
Главната героиня Нория от Куусамо, Северна Финландия, е последната от своя род, обучена за майстор в тайнственото изкуство на чаената церемония, Тя наследява строго пазената тайна на предците си – пазителите на водата. Но е време на недостиг на вода и нейното оцеляване е под въпрос, а една мистерия от Столетието на здрача носи надежда за бъдещето на целия свят. Книгата печели наградите „Калеви-Янти“ и „Нуори Алексис“. На английски език романът е издаден като „Паметта на водата“ (Memory of Water) през 2014 г. Номиниран е за наградите „Филип К. Дик“ и „Артър Кларк“. Издаден е на над 20 езика по света, а през 2022 г. е екранизиран във финландския филм „Паметта на водата“.
Вторият ѝ роман, „Градът на изтъканите улици“ (The City of Woven Streets), е вдъхновен от атмосферата на Прага, Венеция и Дубровник.
Омъжена е за испанеца Хосе Касал.
Еми Итеранта живее със семейството си в Кентърбъри, Великобритания.

## Произведения

### Самостоятелни романи
- Teemestarin kirja (2012) – издаден и като Memory of Water
Книгата на чаения майстор, изд.: ИК „Персей“, София (2017), прев. Росица Цветанова
- Kudottujen kujien kaupunki (2015) – издаден и като The City of Woven Streets и The Weaver

### Разкази
- Luukanteleen kantaja (2010)
- Shaman (tm) (2011)
- The Moonday Letters (2022)

### Екранизации
- 2002 Tempora Mutantur – късометражен, сюжет
- 2008 Maleena – ТВ минисериал, автор 4 епизода
- 2022 Memory of Water